# Tensometria
Tensometria – punktowa metoda pomiarów odkształceń materiału badanej konstrukcji, pozwalająca na wyznaczenie odkształceń wybranych punktów powierzchni obiektu, za pomocą tensometrów przyklejonych w tych punktach.
Najczęściej stosowanym typem tensometrów są tensometry elektrooporowe, wykorzystujące zjawisko liniowej zależności zmiany oporu od odkształcenia i pozwalające na określenie odkształceń zarówno statycznych jak i dynamicznych. Tensometry elektrooporowe można stosować w miejscach trudno dostępnych i cechują się one dużą dokładnością. Ich wadą jest jednak stosunkowo duża cena w połączeniu z jednorazowością zastosowania, a także możliwość odklejenia od powierzchni obiektu co może sprawić, że odkształcenia mierzone przez niektóre tensometry mogą znacznie odbiegać od wartości rzeczywistych. Jest to wysoce prawdopodobne w przypadku złożonego eksperymentu, w którym wykorzystuje się dużą liczbę tensometrycznych punktów pomiarowych.